# 商标
商标（英語：Trademark）是识别某商品、服务或与其相关具体个人或企业的显著標誌，可以是图形或文字，也可以以聲音、气味或立體圖来表示。

## 标记
在採商標註冊標示國家，如美國，图形「®」表示某个商标经过注册，并受法律保护，稱作「主要註册」（Principal Register）。图形「™」常用来指某个标志未经注册通过而作为商标使用，僅具描述（merely descriptive）性質，可申請「輔助註册」（supplemental register）避免日後其他類似商標註冊混淆，但標示使用上不限商標是否註冊通過。另外，尚有「℠」的服務商標。
目前兩岸三地商標法規中，中國大陸有明確規範「®」及「㊟」（圈內中文化的「注」），香港和台灣則無。

## 起源
商标的起源可追溯至古代，当时工匠将其签字或「标记」印制在其艺术品或实用产品上。这些标记演变成为今天的商标注册和保护制度。这一制度帮助消费者识别和购买某产品或服务，因为商标所标示的该产品或服务的性质和质量符合他们的需求。
中国最早的商标是北宋时期，山东济南刘家功夫针铺使用的“白兔标识”，已经与现代商标无显著区别。1904年8月4日，中國第一个商标法规《商标注册试办章程》颁布。

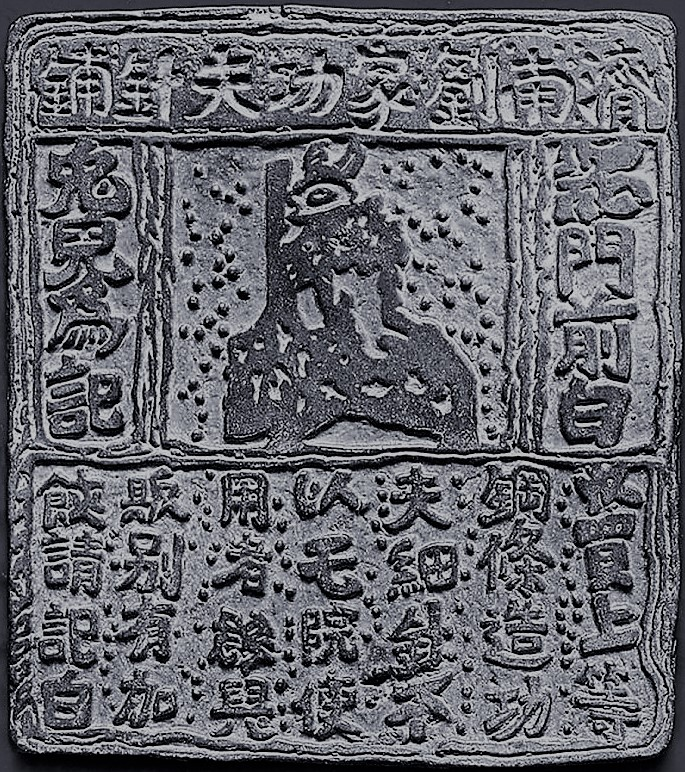
濟南劉家功夫針鋪商標銅版

## 作用
商品的生產者、經營者在其生產、製造、加工、揀選或者經銷的商品上或者服務的提供者在其提供服務上，用於區別商品或服務來源。商标注册人享有商标的专用权，也有权许可他人使用商标以获取报酬。一般来说，商标有以下三个作用：
1. 指示来源或所有权；
2. 保证商品或服务拥有同等水平的质量或特质；
3. 用于广告宣传。[11]

从广义上讲，商标对商标注册人是一种奖励，使其商品或服務获得承认和经济效益，商标也鼓勵創作和积极的態度。商标保护还可阻止仿冒等不正当竞争者用相同或相似的标记，来推销低劣或不同的产品或服务。商标制度主要在維護市場公平競爭，能使有技能、有进取心的人在尽可能公平的条件下，进行商品和服务的生产与销售，从而促进国际贸易的发展。

## 注册
商标不一定要注册。未注册的商标在投入商业使用后，取决于当地法律，也可能获得一定保护。但注册过的商标能获得更多的保护。

### 注册的种类
幾乎任何東西都可以注册成商标。商标可以是文字、字母和数字，或它們的组合。构成商标的可以是图形、颜色、符号、立體圖（例如商品的形状和包装）、有声标志（例如音乐声或声音），可以是香味或具区别特征的颜色，也包括網域註冊商標，以及上述要素的組合，均可作為商標申請註冊。經國家核准註冊的商標為「註冊商標」，受法律保護。商標通過確保商標註冊人享有用以標明商品或服務，或者許可他人使用以獲取報酬的專用權，而使商標註冊人受到保護。
商标除了可标明商品或服务的商业性来源，还有其他种类的商标。集体商标为某协会所拥有，该协会的成员用集体商标来标明其符合一定的质量标准和该协会所确定的其他要求。这些协会中有代表性的有，会计师协会、工程师协会或建筑师协会。证明商标是用来证明达到某些规定的标准的商标，但不限于仅由任何成员使用。任何人只要交验有关产品达到若干规定的标准的证明，即可取得证明商标。例如，用于干酪的英国商标“斯第尔顿”即是一种证明商标。

### 注册流程
首先，必须向适当的国家或地区商标局提交商标注册申请书，该申请书中必须有一份申请注册的标志的清晰图样，包括任何颜色、形状或立体特征。该申请书中还必须列出使用该标志的商品或服务的清单。该标志必须符合若干条件，才能作为商标或其他类型的标记受到保护。该标志须有显著性特征，使消费者能将其作为识别某具体产品的标志加以区别，并与识别其他产品的其他商标区分开来。该标志不得误导或欺骗消费者，也不得违反公共秩序或公共道德。
最后，所申请的商标权不得与已经授予另一商标注册人的商标权相同或相似。这一点可以通过国家局的检索和审查，或通过提出相似或相同权利主张的第三方所提出的异议，予以确定。例如，中国大陆商标注册采用审查制，要通过形式审查和实质审查两个过程。
國際註冊有兩種方式，一種為直接向所在國申請商標註冊，另一種為商標國際註冊及領土延伸。在國際商標註冊領土延伸所需注意者，必須延伸申請於規定的期限之內沒有被所要延伸領土的成員國駁回，依照協定商標才會在該成員國受到保護。

## 保护
各国对商标权的保护期限长短不一，但期满之后，只要另外缴付费用，即可对商标予以续展，次数不限。商标保护是由法院或行政机关来实施的，在大多数制度中，法院和管理商标的行政机关都有权制止商标侵权行为，一般而言，法院的裁决具有最终效力。

### 保护的范围
世界上几乎所有国家均对商标进行注册并加以保护。每一个国家或地区局均有商标注册簿，其中载有关于所有注册和续展的全部申请资料，为审查、检索和可能由第三方提出异议或評定，但商标注册的效力仅限于所涉的一个国家（或，属于地区注册的，几个国家）。
为了避免非要在每一个国家或地区局分别注册不可的情形，世界知识产权组织实行一种商标国际注册制度。目前有所謂的國際註冊簿，可供查詢在哪些國家註冊商標。该制度的依据是两部条约，即《商标国际注册马德里协定》和《马德里议定书》。与该一部或两部条约的成员国有某种联系（通过国籍、住所或营业所）的任何人，根据在该国商标局进行的注册或提出的申请，可以取得在马德里联盟部分或全部其他国家有效的国际注册，目前，有60多个国家参加了该一部或两部协定。

### 保护的形式
保护商标如果去法院，一般有两类诉由，一类是商标侵权之诉（infringement），一类是商标冲淡之诉（dilution）。

## 不受保护的情况

### 合理使用
商标与版权一样，可以合理使用。在美国有两种情况可以合理使用，一种是“描述性合理使用”（descriptive fair use），即不将被注册为商标的词汇作为商标使用，如有人将“大白兔”注册为商标，但仍然可以使用该词汇来指代一只很大的白兔；另外一种是“名义合理使用”（nominative fair use），即不将商标放在商品上使用，仅仅提及该商标以指示拥有该商标的商品或权利人，如在报纸中调查读者对特定乐队的印象而使用这些乐队被注册为商标的名字。

## 外部連結
- 中國大陸 國家知識產權局商標局 中國商標網（页面存档备份，存于）
- 香港 知識產權署 網上檢索系統（页面存档备份，存于）
- 台灣 智慧產權局 商標檢索系統（页面存档备份，存于）